# TransBus International
 (novembre 2021).
La mise en forme du texte ne suit pas les recommandations de Wikipédia : il faut le « wikifier ».
Les points d'amélioration suivants sont les cas les plus fréquents. Le détail des points à revoir est peut-être précisé sur la page de discussion.
- Les titres sont pré-formatés par le logiciel. Ils ne sont ni en capitales, ni en gras.
- Le texte ne doit pas être écrit en capitales (les noms de famille non plus), ni en gras, ni en italique, ni en « petit »…
- Le gras n'est utilisé que pour surligner le titre de l'article dans l'introduction, une seule fois.
- L'italique est rarement utilisé : mots en langue étrangère, titres d'œuvres, noms de bateaux, etc.
- Les citations ne sont pas en italique mais en corps de texte normal. Elles sont entourées par des guillemets français : « et ».
- Les listes à puces sont à éviter, des paragraphes rédigés étant largement préférés. Les tableaux sont à réserver à la présentation de données structurées (résultats, etc.).
- Les appels de note de bas de page (petits chiffres en exposant, introduits par l'outil «  Source ») sont à placer entre la fin de phrase et le point final[comme ça].
- Les liens internes (vers d'autres articles de Wikipédia) sont à choisir avec parcimonie. Créez des liens vers des articles approfondissant le sujet. Les termes génériques sans rapport avec le sujet sont à éviter, ainsi que les répétitions de liens vers un même terme.
- Les liens externes sont à placer uniquement dans une section « Liens externes », à la fin de l'article. Ces liens sont à choisir avec parcimonie suivant les règles définies. Si un lien sert de source à l'article, son insertion dans le texte est à faire par les notes de bas de page.
- La présentation des références doit suivre les conventions bibliographiques. Il est recommandé d'utiliser les modèles {{Ouvrage}}, {{Chapitre}}, {{Article}}, {{Lien web}} et/ou {{Bibliographie}}. Le mode d'édition visuel peut mettre en forme automatiquement les références.
- Insérer une infobox (cadre d'informations à droite) n'est pas obligatoire pour parachever la mise en page.

Pour une aide détaillée, merci de consulter Aide:Wikification.
Si vous pensez que ces points ont été résolus, vous pouvez retirer ce bandeau et améliorer la mise en forme d'un autre article.
TransBus International Ltd était une coentreprise, entre les groupes Mayflower et Henlys (ex Plaxton Ltd) dans le secteur de la construction d'autobus et autocars. La société a été créée en 2000 sous la raison sociale Specialist Vehicles Ltd et a été rebaptisée Transbus International Ltd le 31 décembre 2002,

## Histoire

### Contexte historique
L'année 2000 a été une année noire pour les constructeurs d'autobus et autocars au Royaume-Uni avec une chute de 32% de la production. Certains observateurs ont évoqué les premiers effets de l'épidémie de fièvre aphteuse qui a touché l'Angleterre.
En 2000, pour mieux résister à cette grave crise du secteur et afin de réduire leurs frais fixes, les deux maisons mères : l'américain Mayflower Corp. (Dennis et Walter Alexander) et le britannique Henlys Group (Plaxton), décident de fusionner leurs activités britanniques de fabrication d'autobus et autocars dans une coentreprise détenue à 70 % par Mayflower et à 30 % par Henlys. Les usines concernées emploient environ 3 300 salariés répartis sur sept sites industriels en Écosse, Yorkshire et Irlande du Nord. La J-V a d'abord été baptisée Specialist Vehicles Limited puis, le 31 décembre 2002, est renommée Transbus International Limited. Les marques Walter Alexander, Dennis et Plaxton sont alors remplacées par TransBus International.

### Walter Alexander
Entreprise créée en 1913 par Walter Alexander qui va se lancer dans la fabrication d'omnibus en 1924. En 1929, il décide de vendre son entreprise au groupe Scottish Motor Traction Company (SMT). Alexander devient le fournisseur interne de carrosseries pour l'ensemble du groupe SMT. En 1947, pour se prévenir de la nationalisation des compagnies de transport en commun par autobus, il crée une nouvelle société : Walter Alexander & Company Limited. Malgré cela, Alexander est resté le plus important fournisseur de carrosserie de "Scottish Bus Group", le groupe de transport nationalisé.
En 1969, la société rachète "Potters", un carrossier d'Irlande du Nord et crée une filiale Walter Alexander & Co Ltd à Belfast,. À partir de 1975, la société commence à exporter ses autobus en Extrême-Orient. En 1983, la société devient le plus important constructeur de carrosseries d'autobus à deux étages au monde. En 1987, Walter Alexander est cotée à la bourse de Londres.
La propriété de la société change plusieurs fois : 
- 1990, la famille vend la société à Spotlaunch plc, mais deux ans plus tard, la direction engage un MBO et la société devient une société autonome et le reste jusqu'en 1995,
- 1995 - elle est rachetée par Mayflower Corporation plc.[8],[9],[10].
- 2000 - elle est intégrée dans la J-V Specialist Vehicles Ltd, renommée TransBus International le 31 décembre 2002.
- 2004 - après la faillite de TransBus en mars 2004, elle est rachetée par Alexander Dennis en mai 2004[11].

### Dennis Group
L'origine de la société remonte à 1895 avec la création de Dennis Brothers par les frères John Cawsey & Herbert Raymond Dennis et a connu, au fil du temps, de multiples péripéties. À l'origine, la société Dennis Brothers fabriquait des vélos dans un atelier à Guildford, dans le Surrey. Trois ans plus tard, sentant l'avènement du transport autonome, ils lancent leur propre tricycle et en 1899 leur première voiture qui restera au stade de prototype. Ils changent leur raison sociale et adoptent leur nom de famille comme marque. En 1903, ils présentent leur premier autobus et en 1908, leur premier camion de pompiers. En 1913, la société est cotée en bourse. 
Pendant la Première Guerre mondiale, la société ne fabrique que des camions militaires et quelques camions de pompiers. En 1919, Dennis rachète son fournisseur de moteurs, la société "White & Poppe" de Coventry. Pendant la Seconde Guerre mondiale, le ministère de l'Approvisionnement (MoS) attribue à Dennis la mission de fabriquer des camions . 
En 1948, le gouvernement britannique nationalise les compagnies de transports routiers et les intègre dans la société British Road Services (BRS) qui n'achètera aucun camion à Dennis puisque la société n'est pas publique. Dennis doit se résoudre à vendre uniquement ses camions légers "Pax" aux entreprises privées encore autorisées à poursuivre leur activité. En 1970, après une période difficile, Dennis ouvre son capital à de nouveaux actionnaires et crée une société mère, Dennis Motor Holdings. 
En mars 1972, Hestair Engineering rachète Dennis Motors Holdings qui est renommée Dennis Motors. La production de camions standards est arrêtée pour se concentrer sur les camions spéciaux et municipaux. En 1974, Dennis Motors reprend la production de camions non spécialisés après une interruption de deux ans. En 1977, Dennis Motors reprend la fabrication d'autobus après une pause de onze ans et le 31 décembre, Dennis Motors Ltd est renommé Hestair Dennis Ltd. 
En février 1980, John Smith, directeur général de Hestair Dennis, est condamné à la prison à perpétuité à Bagdad pour corruption. En février 1983, Hestair Dennis rachète Duple Coachbuilders, un carrossier d'autocars et autobus créé en 1919. Le 10 décembre 1985, Hestair Dennis Ltd est renommé Dennis Specialist Vehicles Ltd et, le 3 février 1986, deviendra Hestair Specialist Vehicles Ltd.
En mars 1989, Trinity Holdings rachète au groupe Hestair, Hestair Specialist Vehicles Ltd qu'il renomme Specialist Vehicles Ltd. En juillet, cession de Duple Coachbuilders. L'outillage et les licences des véhicules en cours de fabrication sont vendus à Plaxton avec la division Duple Services Ltd.. En octobre 1997, Trinity Holding renomme Specialist Vehicles Ltd., Dennis Group.
En juillet 1998, Henlys Group fait une offre d'achat pour le constructeur de bus et véhicules utilitaires Dennis. Une guerre d'enchères hostile s'ensuit avec le groupe américain Mayflower, propriétaire du carrossier de bus écossais Walter Alexander. Volvo apporte son soutien à l'offre Henlys mais le conseil d'administration de Dennis accepte l'offre de Mayflower. En 1999, Mayflower arrête l'activité camions d'ordures ménagères et filialise la division Dennis Fire renommée Dennis Eagle. En juillet 1999, Dennis Eagle est vendu à NatWest Equity Partners , revendu en 2004 à ABN Amro, puis en 2007 à Ros Rosa SA qui fusionne avec Terberg en 2016.
En 2000, Mayflower et Henlys Group fusionnent leurs divisions autobus et créent la J-V TransBus International qui regroupe Alexander, Dennis et Plaxton. 

### Mayflower Corporation Ltd
Mayflower Corporation PLC, était une holding financière américaine de capital risque installée à Seattle dont le chiffre d'affaires était d'environ 600 M US$. En août 1995, elle  rachète le constructeur écossais d'autobus Walter Alexander. 
Henlys Group, le nouveau nom de Plaxton, fabrique des autobus et autocars qu'il construit souvent sur des châssis Dennis. Les deux sociétés se sont alliées pour produire plus de mille autobus à impériale pour Hong Kong et la Colombie-Britannique ainsi que des minibus pour des compagnies anglaises. La production combinée "Dennis & Henlys" avec leur partenaire Volvo, couvrait 40% du marché britannique et détenait la plus grande part du marché américain. Il semblait alors logique de regrouper Henlys et Dennis. Henlys fait une offre aux actionnaires de Dennis Group.
Mayflower s'est senti menacé par le rapprochement Henlys-Dennis presque terminé et lance une contre-offre sur Dennis. Volvo apporte son soutien au projet de fusion Henlys Dennis,. 
Mayflower recherchait la position de force de Dennis-Henlys, alliés à Volvo, sur le marché nord américain des autobus, pensant que le châssis d'autobus à plancher surbaissé de Dennis correspondait à la demande américaine d'autobus adaptés aux fauteuils roulants et de moteurs moins polluants, marché estimé à environ 15.000 véhicules par an. 
Mayflower a remporté l'OPA contestée sur Dennis Group. Quelques mois après ce rachat, Mayflower a revendu deux filiales de Dennis, Carmichael International, fabricant d'appareils électroménagers et Dennis Eagle, constructeur de camions pour ordures ménagères. Les événements ultérieurs ont démontré que Mayflower avait payé beaucoup trop cher Dennis Group, nettement au-dessus de sa valeur réelle.
Après cette opération, Mayflower est très endetté. De plus, depuis le début de l'année 2000, la Grande-Bretagne est frappée par une épidémie de fièvre aphteuse qui freine le tourisme et, par conséquent les investissements des compagnies de transport. La production des autobus et autocars chute de 32% entre 1999 et 2000. Pour réduire ses coûts et frais généraux et tenter de se relever, Mayflower recherche un partenaire. Le seul constructeur d'importance indépendant n'est autre que Henlys Group, propriétaire de Plaxton, candidat malheureux à la fusion avec Dennis Group, racheté deux ans auparavant par Mayflower. En août 2000, les deux groupes vont créer une coentreprise qui regroupe leurs activités implantées au Royaume-Uni. 
La société Specialist Vehicles Ltd détenue à 70% par Mayflower et 30% par Henlys est renommée TransBus International le 31 décembre 2002. En 1999, Mayflower était évalué à 700 millions de £ivres sterling, en mars 2004, la société ne valait plus que 22 millions. En avril 2004, trop endettée, Mayflower est placée sous administration judiciaire et ses dirigeants sont accusés d'avoir falsifié les comptes de la société pendant les quatre années précédentes. 
La J-V TransBus International est également placée sous administration judiciaire mais revendue :
- TransBus Plaxton est vendu en MBO à ses directeurs avec le soutien d'un groupe de capital-investissement[25],[26],

- Transbus Alexander et Transbus Dennis sont vendues à un consortium formé des hommes d'affaires écossais David Murray, Brian Souter et Ann Gloag qui adoptent une nouvelle raison sociale Alexander Dennis qui va devenir le premier constructeur britannique d'autobus et d'autocars[27],[28],

En 2007, Alexander Dennis rachète Plaxton.